# Klippans sommarteater

Klippans sommarteater var en friluftsteater vid Danvikstull i Stockholm. 
Den uppfördes 1923 och låg vackert med utsikt över Strömmen. Här uppträdde folkkära skådespelare så som John Elfström och Arthur Fischer. Siegfried Fischer var dess förste ledare och han medverkade även som skådespelare. Under en rad av år stod Elis Ellis för direktionen innan Fischer tog över 1936-1942, varefter teatern la ned. 
Idag minner kvarteret Friluftsteatern om platsen.

## Uppsättningar
| År   | Produktion                                 | Upphovsmän         | Regi              | Noter |
| ---- | ------------------------------------------ | ------------------ | ----------------- | --- |
| 1923 | Hur Lars blev av med sin lea käring        | Kulman             | Sven Qvick        | Premiär 11 mars 1923 Direktör Sigge Fischer |
| 1924 | Räven på "Stenskär"                        | John Coldén        |                   | Premiär 1 juni 1924 Direktör Sigge Fischer |
| 1925 | När Svält-Jerker skulle skaffa sig arvinge | Kristoffer Klemens | Elis Ellis        | Premiär 30 maj 1925 Direktör Elis Ellis 75 föreställningar |
| 1925 | Anna-Lenas friare                          | Gideon Wahlberg    | Elis Ellis        | Premiär 15 augusti 1925 10 föreställningar |
| 1926 | Kärlekstokar och abborrkrokar!             | Hedvig Nenzén      | Elis Ellis        | Premiär 29 maj 1926 Direktör Elis Ellis Wilhelm Tunelli, Julia Caesar 75 föreställningar |
| 1927 | För fulla segel                            | Olof Sörby         | Elis Ellis        | Premiär 3 juni 1927 Direktör Elis Ellis Julia Caesar |
| 1928 | Flottans lilla fästmö                      | Olof Sörby         | Elis Ellis        | Premiär 26 maj 1928 Direktör Elis Ellis 90 föreställningar |
| 1929 | Flottans lilla fästmö                      | Olof Sörby         | Elis Ellis        | Premiär 1 juni 1929 25 föreställningar |
| 1929 | Kopparslagargreven                         | Olof Sörby         | Elis Ellis        | Premiär 29 juni 1929 55 föreställningar |
| 1930 | Med Amor vid ratten                        | Olof Sörby         | Elis Ellis        | Premiär 7 juni 1930 75 föreställningar |
| 1931 | Rallare                                    | Olof Sörby         | Elis Ellis        | Premiär 15 augusti 1925 80 föreställningar |
| 1932 | I sjunde himlen                            | Olof Sörby         | Elis Ellis        | Premiär 11 juni 1932 80 föreställningar |
| 1933 | Vi som går landsvägen                      | Olof Sörby         | Elis Ellis        | Premiär 1 juni 1930 80 föreställningar |
| 1934 | Svenska John går i land                    | Olof Sörby         | Elis Ellis        | Premiär 8 juni 1934 Kate Thunman, Astrid Bodin, Gurli Lindström, Eleonor de Floer, John Elfström, Ulla Elfström, Yngwe Nyquist, Arne Hedenö, Harry Philipson 90 föreställningar                                                         |
| 1935 | På fältmanöver                             |                    | Ernst Brunman     | Premiär 6 juni 1930 70 föreställningar |
| 1936 | Tro, hopp och kärlek                       | Arthur Fischer     | Arthur Fischer    | Premiär 12 juni 1936 Arthur Fischer, Eva Sachtleben, Ulla Elfström, Einar Molin, Lilly Kjellström, John Elfström, Gustaf Färingborg, Anders Boman, Wictor Hagman 75 föreställningar                                                     |
| 1937 | Turisten N:o 6                             | Arthur Fischer     |                   | Premiär 5 juni 1937 Arthur Fischer, Ulla Elfström, John Elfström, Lisa Wirström, Aisa Florin, Olle Florin, Alli Halling, Åke Uppström, Annelie Thureson, Harry Björklund, Karl-Arne Bergman 80 föreställningar                          |
| 1938 | Glada änkan i 12:an                        | Siegfried Fischer  | Siegfried Fischer | Premiär 4 juni 1938 Sigge Fischer, Arthur Fischer, Werner Ohlson, Helge Hagerman, Bertil Schedin, Rolf Gregor Lundström, Lilly Kjellström, Hanny Schedin, Wera Lindby, Gerda Landgren, Walter Sarmell, Åke Rundquist 90 föreställningar |
| 1939 | Hammarbygänget                             | Siegfried Fischer  | Siegfried Fischer | Premiär 4 juni 1939 102 föreställningar |
| 1940 | Här dansar Kalle Karlsson                  | Sigge Fischer      | Sigge Fischer     | Premiär 8 juni 1940 Arthur Fischer, Gerda Landgren, Jean Claesson, Agda Helin, Sigge Fischer, Siv Ericks, Gustaf Färingborg, Ulla Elfström, Gösta Grip, Connie Holmström, Rolf Tourd 85 föreställningar                                 |
| 1941 | Toppsvenska Jansson                        | Sigge Fischer      | Siegfried Fischer | Premiär 8 juni 1941 90 föreställningar |
| 1942 | Skälmar i Skeppargränd                     | Sigge Fischer      | Sigge Fischer     | Premiär 14 juni 1942 John Elfström 80 föreställningar |